# 岡本卯三郎
岡本 卯三郎（おかもと うさぶろう、1917年 - 2009年）は、群馬県北群馬郡榛東村出身のこけし作家、「卯三郎こけし」の創設者。

## 来歴
1917年に榛東村で生まれ、15歳で上京して金属加工の技術を身に着けた後に帰郷し、1940年代後半からこけしの製作を始める。金属加工の経験を応用し、家内制手工業的だったこけし製作に機械加工を導入したほか、伝統こけしの概念にとらわれない童謡画を想起させるデザインを取り入れていく。代表作の一つである「寒椿」は1978年に開催された第20回全日本こけしコンクールで通商産業大臣賞を受賞している。

## 作風
木目を意図的にデザインに組み入れ、伝統こけしでは使用が少なかったクリや雑木も利用するほか、ニクロム線を熱してこけしの木地に模様を焼き付けていく焼絵付けの技法を確立させた。